# Pronus
Pronus is een monotypisch geslacht van kevers uit de familie van de klopkevers (Anobiidae).

## Soort
- Pronus medianus Lea, 1923